# György Snell
György Snell (ur. 8 marca 1949 w Kiskirályság, zm. 26 lutego 2021 w Budapeszcie) – węgierski duchowny katolicki, biskup pomocniczy archidiecezji ostrzyhomsko-budapeszteńskiej w latach 2014–2021.

## Życiorys
Święcenia kapłańskie otrzymał 3 kwietnia 1972 i został inkardynowany początkowo do diecezji Vác, a w 1993 uzyskał inkardynację do archidiecezji ostrzyhomsko-budapeszteńskiej. Pracował głównie w parafiach na terenie stołecznego miasta.
20 października 2014 papież Franciszek mianował go biskupem pomocniczym archidiecezji ostrzyhomsko-budapeszteńskiej, ze stolicą tytularną Pudentiana. Sakry udzielił mu 6 grudnia 2014 kardynał Péter Erdő.
Zmarł w okresie pandemii na COVID-19.

## Odznaczenia i nagrody
W 2015 otrzymał nagrodę św. Władysława, przyznawaną osobom o dużych zasługach dla Polonii na Węgrzech. 16 maja 2019 postanowieniem prezydenta Andrzeja Dudy, odznaczony został Krzyżem Oficerskim Orderu Zasługi Rzeczypospolitej Polskiej za wybitne zasługi w promowaniu polskiej kultury, za rozwijanie polsko-węgierskich przyjaznych stosunków.